# Duž rijeke tijekom Qingming festivala
Duž rijeke tijekom Qingming festivala ili Duž rijeke tijekom Dana čistog sjaja (kineski: 清明上河圖, pinyin: Qingming Shanghe Tu) je jedna od najznačajnijih slika kineskog slikarstva. Naslikao ju je slikar dinastije Song, Zhang Zeduan u 12. stoljeću na svitku visine 28,4 i duljine 528 cm. Od 1945. godine se nalazi u Dvorskom muzeju Zabranjenog grada u Pekingu i izlaže se javnosti samo u određeno vrijeme u godini.
Poznata po svojim realističnim detaljima, slika prikazuje svakodnevni život ljudi iz dinastije Song u glavnom gradu Bianjingu, današnjem Kaifengu u Henanu. Cijelo djelo je naslikano u formatu svitka, a otkriva način života svih razina društva, od bogatih do siromašnih, kao i različite gospodarske aktivnosti u ruralnim područjima i gradu. Također nudi uvid u odijevanje i arhitekturu toga razdoblja. Djelo slavi svečani duh i prosperitetni ulični život tijekom festivala Qingming („Dan sjećanja predaka”), a ne svečane aspekte blagdana, kao što su obilazak grobnica i molitve. Slika je podijeljena u tri dijela:
- Prvi dio je u magli, vide se kolibe, nekoliko drveća, mostovi, voda i čamci. Sluge tjeraju magarce koji nose tovar ugljena. Most je prekriven velikom gužvom ljudi koji jašu konje, nose tovare na ramenima u povratku s periferije grada gdje su najvjerojatnije čistili grobove (običaj tijekom festivala). Prvi dio predstavlja uvod u ostatak slike.

- Drugi dio prikazuje rijeku Biàn (Huang He) gdje se nalaze čamci za prijevoz pšenice, privezani uz obalu. U blizini se nalaze razne radnje, prolaznici u nizu aktivnosti: jedu, odmaraju se, čak se u jednom detalju proriče i sudbina.

- Posljednji dio prikazuje veliki gradski toranj, čajdžinice, prodavnice pića, obućare, mesare, hramovi i dr. Ljudi najrazličitijih slojeva su prikazani, od bogatih do siromašnih, žena, muškaraca, djece, staraca, znanstvenika, seljaka, trgovaca, ljudi svih religija i vjera. U ukupnoj duljini slike prikazano je oko 814 ljudi, 170 stabala drveća, 60 životinja, 30 zgrada, 20 vozila, 20 mostova i 28 različitih brodova.[2]

Tijekom svjetske izložbe u Šangaju 2010. godine (Expo 2010.), slika je, uz pomoć računara projicirana na ogromno platno dugačko 128 i široko 6,5 metara, čime je originalna slika oživljena 3D animacijom, učinjena interaktivnom s publikom i uvećana više od 30 puta.
Izvorna slika slavi se kao najslavnije umjetničko djelo iz dinastije Song. Bila je ponos osobnih carskih zbirki careva stoljećima i oni su naručili njezine brojne kopije ili reprodukcije, reinterpretacije i obrade, od kojih je više od četrdeset u muzejima u Kini, Japanu, Koreji, Tajvanu, Ujedinjenom Kraljevstvu, Sjevernoj Americi i Francuskoj. Velika moderna reprodukcija nalazi se i na ulazu u Ministarstvo vanjskih poslova u Pekingu.

## Vanjske poveznice
|  | Zajednički poslužitelj ima još gradiva o temi Duž rijeke tijekom Qingming festivala |